# 중동신도시
중동신도시(中洞新都市)는 경기도 부천시 원미구 중동, 상동 일대에 조성된 신도시이다. 중동신도시가 개발된 배경은 1980년대 대한민국의 인구는 계속해서 늘어났지만, 그들이 거주하는 주택의 수는 턱없이 부족한 상황이었다. 특히 서울특별시의 인구는 포화상태에 이르렀고, 서울 내에서도 목동 신시가지나 상계동 지역을 개발하는 등 주택 건설에 들어갔으나 늘어나는 인구를 막을 수는 없었고, 주택 부족으로 부동산 가격이 치솟고 있었다. 이에 1988년 9월 13일 '주택 200만호 건설계획'을 발표하고 산본, 중동, 평촌 등에 대규모 택지개발을 발표, 중동신도시가 건설되었다. 이후 중동신도시 개발의 연장선상으로 90년대 말에 상동지구가 조성되었다.
중동신도시는 도시개발의 경제성이 높다는 판단에 따라 3개 기관이 경쟁적으로 참여하여 개발이익을 확보하기 위한 상업용지를 과다하게 지정하였기 때문에 초기에는 70%에 가까운 상업용지가 미분양 되었으나, 현재는 대부분의 상업지가 개발되어 있다. 도로율도 26%가 넘는 등 지나치게 광로 위주로 도로를 계획한데 반해서, 공원·녹지 등 도시공간 시설은 5개 신도시 중 가장 적어 쾌적성이 떨어지는 것으로 평가되고 있다.

## 개요
- 목적 및 특성
  - 부천시의 신 중심업무지역
  - 서울-인천 간 공업지역의 중심에 위치한 도시 근교 주거지
  - 도시내 신시가지
- 면적 : 545ha
- 수용인구 : 170,000명
- 수용세대 : 42,500세대
- 사업시행자
  - 대한주택공사 : 1단지(한라마을), 2단지(덕유마을), 3단지(설악마을), 4단지(금강마을), 5단지(은하마을), 6단지(중흥마을), 7단지(단독주택), 8단지(포도마을), 11단지(보람마을)
  - 한국토지개발공사 : 15단지(한아름), 16단지(사랑마을), 18단지(반달마을), 19단지(꿈동산)
  - 부천시 : 9단지(미리내마을), 10단지(꿈마을), 12단지(무지개마을), 13단지(그린타운), 14단지(연화마을), 17단지(복사골)

## 도시계획
- 도로 및 공간구조 : 중동신도시의 가로망은 부천 구시가지의 도로망에 적응할 수 있도록 단순한 격자형으로 구성되어 있다. 중동신도시의 중앙을 동서방향으로 관통하는 주간선도로가 구시가지의 주간선도로와 직결되도록 함으로써 구시가지와 신시가지를 일체화시켰다. 신도시의 중심상업지역은 주간선도로를 따라 선형으로 배치되어 동쪽 끝에서 남쪽으로 휘어져 구시가지의 중심상업지역과 자연스럽게 연결되어 있다. 구시가지로부터 이전된 시청, 문화시설 등이 중앙공원과 함께 도시 중심에 배치되었다. 이로써 구시가지와 신시가지는 하나의 도심을 공유하게 되었다.
- 공원 및 녹지 : 중동은 단조로운 평지에 건설된 신도시이다. 따라서 공원과 녹지는 인공적으로 조성되었다. 중동신도시의 공원 녹지체계는 가로망과 엇갈리는 격자형으로 구성되어 있다. 격자의 중심에는 중앙공원이 배치되며 이로부터 보행자 도로가 사방으로 뻗어나가게 되어 있다. 이 보행자 도로망은 녹지체계의 일부로서 주택단지 내의 공원과 공원을 연결해 주고 이들을 중앙공원까지 이어준다.[1]